# No More Tears (singolo Ozzy Osbourne)
No More Tears è un singolo di Ozzy Osbourne, il primo estratto dall'omonimo sesto album del cantante, pubblicato nel 1991.

Nel 2002 Ozzy ha dichiarato che il testo è stato scritto sulla base di una storia di un serial killer. L'assolo di Zakk Wylde eseguito a metà canzone è stato eletto come uno dei più grandi assoli di chitarra mai composti dalla rivista Guitar World. Inoltre Wylde ne ha inciso una cover col suo gruppo Black Label Society, pubblicandola nell'album di debutto Sonic Brew. In riferimento al successo ottenuto dal brano, Ozzy stesso ha definito la creazione di questa canzone un dono di Dio.

## Classifiche
| Classifica (1991)             | Posizione massima |
| ----------------------------- | ----------------- |
| Stati Uniti (mainstream rock) | 5                 |
| Stati Uniti                   | 71                |
| Regno Unito                   | 32                |

## Formazione
- Ozzy Osbourne - voce
- Zakk Wylde - chitarra
- Bob Daisley - basso
- Randy Castillo - batteria
- John Sinclair - tastiera, pianoforte